# Dieter Hildebrandt
Pour les articles homonymes, voir Hildebrandt.
Dieter Hildebrandt, né le 23 mai 1927 à Bunzlau (en polonais : Bolesławiec), alors en Allemagne, actuellement en Pologne dans la voïvodie de Basse-Silésie, et mort le 20 novembre 2013 à Munich (Allemagne), est un artiste allemand cabarettiste, également acteur, scénariste et écrivain.

## Filmographie partielle

### Au cinéma
- 1959 : La Vache et le Prisonnier : soldat allemand dans le camp
- 1960 : Lampenfieber : Atze Müller
- 1960 : Sturm im Wasserglas
- 1966 : Zwei Girls vom roten Stern
- 1967 : Die Spaßvögel
- 1983 : Kehraus : Dr. Berzelmeier
- 1984 : Is' was, Kanzler : Friedrich Nowottny
- 1986 : Meier : Waiter
- 1988 : Linie 1 : Fahrgast
- 1988 : Man spricht deutsh : Dr. Friedhelm Eigenbrodt
- 1991 : Go Trabi Go : Kfz-Meister
- 1992 : Wir Enkelkinder : Dr. von Wuest
- 2012 : Zettl : Herbie Fried

## Récompenses et distinctions
- Médaille Ludwig-Thoma
- Prix Taureau de Salzbourg
- Prix Ernst-Hoferichter  (1979)
- Prix Schiller de la ville de Mannheim  (1986)
- Prix « München leuchtet » de Munich (1997)
- Markgräfler Gutedelpreis  (2003)
- Thaler des poètes bavarois  (2006)
- Prix littéraire de Cassel (2014)